# Thomas Salamon
Thomas Salamon (Mattersburg, 18 gennaio 1989) è un calciatore austriaco, centrocampista dell'Austria Vienna II.

## Carriera

### Club
Esordisce il 9 luglio 2008 contro il Salisburgo.

### Nazionale
Ha giocato nelle nazionali giovanili austriache Under-19 e Under-20.

## Palmarès

### Club

#### Competizioni nazionali
- Erste Liga: 1

Grödig: 2012-2013